# El Verger
El Verger község Spanyolországban, Alicante tartományban. Lakosainak száma 5272 fő (2024). El Verger Beniarbeig, Benimeli, Dénia, Ondara és Els Poblets községekkel határos.

## Népesség
A település lakosságának változását az alábbi diagram mutatja:
| Lakosok száma | 3758 | 4221 | 4538 | 4865 | 4899 | 4688 | 4515 | 4640 | 4841 | 5272 |
|               | 2001 | 2004 | 2006 | 2009 | 2011 | 2014 | 2016 | 2019 | 2021 | 2024 |